# Leaving (Skrillex)
Leaving è il sesto EP del produttore discografico statunitense Skrillex, pubblicato il 2 gennaio 2013 esclusivamente ai membri della The Nest (servizio di abbonamento alla OWSLA). I tre brani sono stati caricati sul canale YouTube di Moore il giorno seguente.

## Brani
Il brano Scary Bolly Dub era stata precedentemente eseguito dal vivo e diffuso attraverso internet per circa un anno prima di essere ufficialmente pubblicato. Una versione mixata è stata presentata al Caspa Sessions Presents Dubstep 2012. La canzone contiene dei campioni delle tracce del 2010 Scary Monsters and Nice Sprites e Fucking Die 1. In un messaggio personale per i membri di The Nest, Moore ha detto che usa il brano "più come uno strumento da dj, ma volevo che voi ragazzi lo aveste".
La title track è stata creata nella camera d'albergo di Moore in Messico mentre The Reason è stato terminato un'ora prima della pubblicazione nella camera d'albergo di Moore a Miami.

## Tracce
1. The Reason – 4:17
2. Scary Bolly Dub – 3:39
3. Leaving – 4:46